# Azat (Armenia)
Azat (in armeno Ազատ?, fino al 1935 Aghkilisa) è un comune dell'Armenia di 173 abitanti (2009) della provincia di Gegharkunik.